# Edifício Redondo
Edifício Redondo é como é conhecido o mais famoso edifício da cidade de Volta Redonda-RJ. Desenhado pelo arquiteto Oswaldo Moreira e inaugurado em 1966 com o nome de Shopping 35, ele foi planejado para ser o primeiro shopping center da América Latina. Sua obra, porém, nunca foi finalizada.
De acordo com o arquiteto e urbanista Lincoln Botelho da Cunha, professor do curso de Arquitetura de uma faculdade e ex-secretário de Planejamento de Volta Redonda, o prédio surgiu para revitalizar o bairro Aterrado, praticamente “morto” após a construção do muro de uma linha férrea pela Rede Ferroviária Federal.

## Características
Construído na década de 1960 num estilo arquitetônico bastante incomum para a época, o Edifício Redondo possui forma cilíndrica e apelo plástico demarcado, sendo marcante na paisagem da cidade.
O prédio possui doze pavimentos e foi planejado para ter uso estritamente comercial, com uma galeria nos andares térreo e subsolo, e salas comerciais nos demais andares.
No coroamento existem brises inclinados de concreto armado, com esquadrias estreitas espaçadas uniformemente pelo anel. No topo, as pilastras de concreto foram construídas no estilo brise soleil.